# Lillehammer
Lillehammer je grad i središte istoimene općine u norveškom okrugu Oppland čije je i središte. Grad je poznato zimsko turističko odredište u njemu su 1994. godine održane Zimske olimpijske igre.

## Zemljopis
Grad se nalazi u istočnoj Norveškoj u regiji Østlandet, sjeverno od Osla.

## Stanovništvo
Prema podacima o broju stanovnika iz 2010. godine u općini živi 26.381 stanovnik.

## Gradovi prijatelji
- Francuska - Autrans, Isère,
- Njemačka - Düsseldorf, North Rhine-Westphalia
- SAD - Hayward, Wisconsin
- Danska - Hørsholm
- Švedska - Leksand
- Japan - Minakami
- Njemačka - Oberhof
- Finska - Oulainen
- Bosna i Hercegovina - Sarajevo
- Japan - Shiozawa

## Šport
- Lillehammer I.K.

## Vanjske poveznice
- Službene stranice općine

### Ostali projekti
|  | Zajednički poslužitelj ima još gradiva o temi Lillehammer |